# Nutritious Rice for the World
Nutritious Rice for the World è un progetto di ricerca di World Community Grid nel campo dell'agronomia, guidato dal gruppo di ricerca di biologia computazionale "Samudrala" dell'Università di Washington.

## Storia e finalità
Il progetto, lanciato il 12 maggio 2008 con l'obiettivo di predire la struttura tridimensionale delle proteine delle principali varietà di riso in modo da aiutare i coltivatori delle regioni dove la malnutrizione è preoccupante ad incrociare le migliori varietà di riso per ottenere rese di raccolto più alte con una maggior resistenza ai parassiti e alle malattie, è terminato ad aprile 2010.
La determinazione della struttura tridimensionale delle proteine è un processo estremamente difficile e costoso. È possibile predire, con l'ausilio dei computer, la struttura di una proteina dalla relativa sequenza di DNA, ma nel riso esistono migliaia di proteine distinte, e questo porta ad una mole di calcoli che un singolo calcolatore non può risolvere in un lasso temporale ragionevole.
Una volta mappate le proteine si sono analizzati i geni coinvolti nel rendimento del raccolto, nella resistenza alle malattie ed ai parassiti e nelle proprietà nutritive.

## Funzionamento
I computer dei volontari, dopo aver installato il software BOINC ed il modulo relativo al progetto World Community Grid, hanno fatto girare sulla loro macchina il software Protinfo per generare i modelli tridimensionali delle proteine che sono codificate dal genoma del riso. 
Usando le capacità di Protinfo, sono stati esaminati oltre 10.000 geni e prodotti circa 100.000 modelli per gene, permettendo di studiare fra le 30.000 e le 60.000 strutture di proteine. Grazie al calcolo distribuito, il progetto ha richiesto quasi due anni di elaborazione per essere concluso, lavorando a 167 TeraFLOPS.
I modelli e i risultati dell'analisi sono memorizzati nel database di Bioverse.